# Claudia Kohde-Kilsch
Claudia Kohde-Kilsch (née le 11 décembre 1963 à Sarrebruck) est une joueuse de tennis allemande (ex-RFA), professionnelle de 1980 à 1994.

## Carrière tennistique
Dotée d'un revers à une main, Claudia Kohde-Kilsch devient professionnelle en janvier 1980. Elle s'illustre dès 1981 où, en janvier, elle s'empare de son premier tournoi WTA, à Toronto face à Nina Bohm ; la même saison, en février à Oakland, elle fait subir à Martina Navrátilová l'une de ses rares défaites au premier tour.
Le 9 septembre 1985, elle se hisse au 4e rang mondial (le meilleur classement de sa carrière) et, pendant les trois années qui suivent, ne quitte plus le top dix. En Grand Chelem, elle se qualifie à quatre reprises en demi-finale, dont trois à l'Open d'Australie (1985, 1987 et 1988).
Joueuse remarquable en simple, c'est pourtant en double dames qu'elle réalise ses performances d'exception, essentiellement aux côtés d'Helena Suková avec qui elle remporte l'US Open en 1985 (contre la paire numéro un Navrátilová-Shriver) et Wimbledon en 1987.
En 1987, aux côtés de Steffi Graf, elle gagne à Vancouver la première Coupe de la Fédération de l'Allemagne (alors RFA), face aux Américaines Chris Evert et Pam Shriver.
En octobre 1988, toujours avec Graf, elle décroche une médaille de bronze aux Jeux olympiques de Séoul.
Claudia Kohde-Kilsch a remporté sept titres WTA en simple dames au cours de sa carrière et 25 en double dames, faisant d'elle l'une des joueuses les plus titrées depuis les débuts de l'ère Open.

## Palmarès

### Titres en simple dames
| No | Date       | Nom et lieu du tournoi                           | Catégorie | Dotation  | Surface         | Finaliste        | Score          |          |
| -- | ---------- | ------------------------------------------------ | --------- | --------- | --------------- | ---------------- | -------------- | -------- |
| 1  | 12-01-1981 | Avon Futures of Toronto, Toronto                 | Futures   | 30 000 $  | Dur (int.)      | Nina Bohm        | 4-6, 6-2, 7-5  | Parcours |
| 2  | 01-04-1981 | Avon Futures Championships, Boise                | Futures   | 50 000 $  | Moquette (int.) | Ann Kiyomura     | 7-64, 3-6, 6-4 | Parcours |
| 3  | 13-07-1981 | Austrian Open, Kitzbühel                         |           | 50 000 $  | Terre (ext.)    | Sylvia Hanika    | 7-5, 7-6       | Parcours |
| 4  | 25-01-1982 | Avon Futures of Western Pennsylvania, Pittsburgh | Futures   | 40 000 $  | Moquette (int.) | Eva Pfaff        | 6-4, 6-0       | Parcours |
| 5  | 15-03-1982 | Avon Futures Championships, Austin               | Futures   | 50 000 $  | Moquette (int.) | Helena Suková    | 7-6, 0-6, 6-3  | Parcours |
| 6  | 14-05-1984 | German Open, Berlin                              |           | 150 000 $ | Terre (ext.)    | Kathleen Horvath | 7-6, 6-1       | Parcours |
| 7  | 29-07-1985 | Virginia Slims of Los Angeles, Manhattan Beach   |           | 250 000 $ | Dur (ext.)      | Pam Shriver      | 6-2, 6-4       | Parcours |
| 8  | 06-06-1988 | Dow Chemical Classic, Birmingham                 | Tier V    | 150 000 $ | Gazon (ext.)    | Pam Shriver      | 6-2, 6-1       | Parcours |
| 9  | 10-09-1990 | Austrian Open, Kitzbühel                         | Tier IV   | 100 000 $ | Terre (ext.)    | Rachel McQuillan | 7-6, 6-4       | Parcours |

### Finales en simple dames
| No | Date       | Nom et lieu du tournoi                   | Catégorie  | Dotation  | Surface         | Vainqueure          | Score         |          |
| -- | ---------- | ---------------------------------------- | ---------- | --------- | --------------- | ------------------- | ------------- | -------- |
| 1  | 09-04-1984 | Family Circle Cup XII, Hilton Head       | VS Tour C4 | 200 000 $ | Terre (ext.)    | Chris Evert         | 6-2, 6-3      | Parcours |
| 2  | 29-10-1984 | European Indoors, Zurich                 | VS Tour C3 | 50 000 $  | Moquette (int.) | Zina Garrison       | 6-1, 0-6, 6-2 | Parcours |
| 3  | 10-12-1984 | Pan Pacific Open, Tokyo                  | VS Tour C4 | 250 000 $ | Moquette (int.) | Manuela Maleeva     | 3-6, 6-4, 6-4 | Parcours |
| 4  | 05-08-1985 | Canadian Open, Toronto                   |            | 250 000 $ | Dur (ext.)      | Chris Evert         | 6-2, 6-4      | Parcours |
| 5  | 13-01-1986 | Virginia Slims of New England, Worcester |            | 250 000 $ | Moquette (int.) | Martina Navrátilová | 4-6, 6-1, 6-4 | Parcours |
| 6  | 31-03-1986 | Tournament of Champions, Marco Island    |            | 150 000 $ | Terre (ext.)    | Chris Evert         | 6-2, 6-4      | Parcours |
| 7  | 14-04-1986 | Sunkist/WTA Championships, Amelia Island |            | 275 000 $ | Terre (ext.)    | Steffi Graf         | 6-4, 5-7, 7-6 | Parcours |
| 8  | 11-05-1987 | German Open, Berlin                      |            | 150 000 $ | Terre (ext.)    | Steffi Graf         | 6-2, 6-3      | Parcours |

### Titres en double dames
| No | Date       | Nom et lieu du tournoi                        | Catégorie  | Dotation    | Surface         | Partenaire      | Finalistes                             | Score          |          |
| -- | ---------- | --------------------------------------------- | ---------- | ----------- | --------------- | --------------- | -------------------------------------- | -------------- | -------- |
| 1  | 21-07-1980 | Sparkassen Austrian Cup Kitzbühel             |            | 50 000 $    | Terre (ext.)    | Eva Pfaff       | Hana Mandlíková Renáta Tomanová        | Forfait        | Parcours |
| 2  | 13-07-1981 | Austrian Open Kitzbühel                       |            | 50 000 $    | Terre (ext.)    | Eva Pfaff       | Elizabeth Little Yvonne Vermaak        | 6-4, 6-3       | Parcours |
| 3  | 21-02-1983 | Virginia Slims of Oakland Oakland             |            | 150 000 $   | Moquette (int.) | Eva Pfaff       | Rosie Casals Wendy Turnbull            | 6-4, 4-6, 6-4  | Parcours |
| 4  | 04-07-1983 | Fila Europa Cup Hambourg                      |            | 100 000 $   | Terre (ext.)    | Bettina Bunge   | Ivanna Madruga-Osses Catherine Tanvier | 7-5, 6-4       | Parcours |
| 5  | 09-04-1984 | Family Circle Cup XII Hilton Head             | VS Tour C4 | 200 000 $   | Terre (ext.)    | Hana Mandlíková | Anne Hobbs Sharon Walsh                | 7-5, 6-2       | Parcours |
| 6  | 23-04-1984 | United Airlines Tournament Orlando            | VS Tour C4 | 200 000 $   | Terre (ext.)    | Hana Mandlíková | Anne Hobbs Wendy Turnbull              | 6-0, 1-6, 6-3  | Parcours |
| 7  | 15-10-1984 | Porsche Grand Prix Filderstadt                |            | 150 000 $   | Dur (int.)      | Helena Suková   | Bettina Bunge Eva Pfaff                | 6-2, 4-6, 6-3  | Parcours |
| 8  | 19-11-1984 | NSW Building Society Sydney                   |            | 150 000 $   | Gazon (ext.)    | Helena Suková   | Wendy Turnbull Sharon Walsh            | 6-2, 7-6       | Parcours |
| 9  | 10-12-1984 | Pan Pacific Open Tokyo                        | VS Tour C4 | 250 000 $   | Moquette (int.) | Helena Suková   | Elizabeth Smylie Catherine Tanvier     | 6-4, 6-1       | Parcours |
| 10 | 13-05-1985 | German Open Berlin                            |            | 150 000 $   | Terre (ext.)    | Helena Suková   | Steffi Graf Catherine Tanvier          | 6-4, 6-1       | Parcours |
| 11 | 29-07-1985 | Virginia Slims of Los Angeles Manhattan Beach |            | 250 000 $   | Dur (ext.)      | Helena Suková   | Hana Mandlíková Wendy Turnbull         | 6-4, 6-2       | Parcours |
| 12 | 26-08-1985 | US Open Flushing Meadows                      | G. Chelem  | 1 250 000 $ | Dur (ext.)      | Helena Suková   | Martina Navrátilová Pam Shriver        | 6-75, 6-2, 6-3 | Parcours |
| 13 | 09-12-1985 | Pan Pacific Open Tokyo                        |            | 250 000 $   | Moquette (int.) | Helena Suková   | Marcella Mesker Elizabeth Smylie       | 6-0, 6-4       | Parcours |
| 14 | 10-03-1986 | Virginia Slims of Dallas Dallas               |            | 250 000 $   | Moquette (int.) | Helena Suková   | Hana Mandlíková Wendy Turnbull         | 4-6, 7-5, 6-4  | Parcours |
| 15 | 14-04-1986 | Sunkist/WTA Championships Amelia Island       |            | 275 000 $   | Terre (ext.)    | Helena Suková   | Gabriela Sabatini Catherine Tanvier    | 6-2, 5-7, 7-6  | Parcours |
| 16 | 10-11-1986 | Virginia Slims of Chicago Chicago             |            | 150 000 $   | Moquette (int.) | Helena Suková   | Steffi Graf Gabriela Sabatini          | 6-7, 7-6, 6-3  | Parcours |
| 17 | 30-01-1987 | Bridgestone Doubles Tokyo                     |            | 175 000 $   | Moquette (int.) | Helena Suková   | Elise Burgin Pam Shriver               | 6-1, 7-6       | Parcours |
| 18 | 11-05-1987 | German Open Berlin                            |            | 150 000 $   | Terre (ext.)    | Helena Suková   | Catarina Lindqvist Tine Scheuer-Larsen | 6-1, 6-2       | Parcours |
| 19 | 22-06-1987 | The Championships Wimbledon                   | G. Chelem  | 1 354 530 $ | Gazon (ext.)    | Helena Suková   | Betsy Nagelsen Elizabeth Smylie        | 7-5, 7-5       | Parcours |
| 20 | 21-09-1987 | Citizen Cup Hambourg                          |            | 150 000 $   | Terre (ext.)    | Jana Novotná    | Natalia Bykova Leila Meskhi            | 7-6, 7-6       | Parcours |
| 21 | 09-11-1987 | Virginia Slims of Chicago Chicago             |            | 150 000 $   | Moquette (int.) | Helena Suková   | Zina Garrison Lori McNeil              | 6-4, 6-3       | Parcours |
| 22 | 28-11-1988 | Southern Cross Classic Adélaïde               | Tier V     | 100 000 $   | Dur (ext.)      | Sylvia Hanika   | Lori McNeil Jana Novotná               | 7-5, 6-7, 6-4  | Parcours |
| 23 | 05-02-1991 | Oslo Open Oslo                                | Tier V     | 75 000 $    | Moquette (int.) | Silke Meier     | Sabine Appelmans Raffaella Reggi       | 3-6, 6-2, 6-4  | Parcours |
| 24 | 01-04-1991 | Family Circle Mag. Cup Hilton Head            | Tier I     | 500 000 $   | Terre (ext.)    | Natasha Zvereva | Mary Lou Daniels Lise Gregory          | 6-4, 6-0       | Parcours |
| 25 | 24-02-1992 | Matrix Essentials Evert Cup Indian Wells      | Tier II    | 350 000 $   | Dur (ext.)      | Stephanie Rehe  | Jill Hetherington Kathy Rinaldi        | 6-3, 6-3       | Parcours |

### Finales en double dames
| No | Date       | Nom et lieu du tournoi                        | Catégorie  | Dotation    | Surface         | Vainqueures                           | Partenaire         | Score         |          |
| -- | ---------- | --------------------------------------------- | ---------- | ----------- | --------------- | ------------------------------------- | ------------------ | ------------- | -------- |
| 1  | 12-01-1981 | Avon Futures of Toronto Toronto               | Futures    | 30 000 $    | Dur (int.)      | Marjorie Blackwood Susan Leo          | Eva Pfaff          | 5-7, 7-6, 7-6 | Parcours |
| 2  | 17-05-1982 | German Open Berlin                            | Series 3   | 100 000 $   | Terre (ext.)    | Liz Gordon Beverly Mould              | Bettina Bunge      | 6-3, 6-4      | Parcours |
| 3  | 15-11-1982 | National Panasonic Open Brisbane              | Series 4   | 125 000 $   | Gazon (ext.)    | Billie Jean King Anne Smith           | Eva Pfaff          | 6-3, 6-4      | Parcours |
| 4  | 22-11-1982 | Building Society NSW Open Sydney              | Series 4   | 125 000 $   | Gazon (ext.)    | Martina Navrátilová Pam Shriver       | Eva Pfaff          | 6-2, 2-6, 7-6 | Parcours |
| 5  | 02-12-1982 | Marlboro Australian Open Melbourne            | G. Chelem  | 350 000 $   | Gazon (ext.)    | Martina Navrátilová Pam Shriver       | Eva Pfaff          | 6-4, 6-2      | Parcours |
| 6  | 21-03-1983 | Virginia Slims Championships New York         | Masters    | 350 000 $   | Moquette (int.) | Martina Navrátilová Pam Shriver       | Eva Pfaff          | 7-5, 6-2      | Parcours |
| 7  | 16-05-1983 | German Open Berlin                            |            | 150 000 $   | Terre (ext.)    | Jo Durie Anne Hobbs                   | Eva Pfaff          | 6-4, 7-6      | Parcours |
| 8  | 28-05-1984 | Roland-Garros Paris                           | G. Chelem  | 680 000 $   | Terre (ext.)    | Martina Navrátilová Pam Shriver       | Hana Mandlíková    | 5-7, 6-3, 6-2 | Parcours |
| 9  | 20-08-1984 | Player’s Canadian Open Montréal               |            | 200 000 $   | Dur (ext.)      | Kathy Jordan Elizabeth Sayers         | Hana Mandlíková    | 6-1, 6-2      | Parcours |
| 10 | 29-10-1984 | European Indoors Zurich                       | VS Tour C3 | 50 000 $    | Moquette (int.) | Andrea Leand Andrea Temesvári         | Hana Mandlíková    | 6-1, 6-3      | Parcours |
| 11 | 26-11-1984 | Australian Open Melbourne                     | G. Chelem  | 645 000 $   | Gazon (ext.)    | Martina Navrátilová Pam Shriver       | Helena Suková      | 6-3, 6-4      | Parcours |
| 12 | 07-01-1985 | Virginia Slims of Washington Washington       |            | 150 000 $   | Moquette (int.) | Gigi Fernández Martina Navrátilová    | Helena Suková      | 6-3, 3-6, 6-3 | Parcours |
| 13 | 18-03-1985 | Virginia Slims Championships New York         | Masters    | 500 000 $   | Moquette (int.) | Martina Navrátilová Pam Shriver       | Helena Suková      | 6-7, 6-4, 7-6 | Parcours |
| 14 | 27-05-1985 | Roland-Garros Paris                           | G. Chelem  | 800 000 $   | Terre (ext.)    | Martina Navrátilová Pam Shriver       | Helena Suková      | 4-6, 6-2, 6-2 | Parcours |
| 15 | 12-08-1985 | United Jersey Bank Classic Mahwah             |            | 150 000 $   | Dur (ext.)      | Kathy Jordan Elizabeth Smylie         | Helena Suková      | 7-6, 6-3      | Parcours |
| 16 | 28-10-1985 | European Indoors Zurich                       |            | 150 000 $   | Dur (int.)      | Hana Mandlíková Andrea Temesvári      | Helena Suková      | 6-4, 3-6, 7-6 | Parcours |
| 17 | 11-11-1985 | National Panasonic Open Brisbane              |            | 150 000 $   | Gazon (ext.)    | Martina Navrátilová Pam Shriver       | Helena Suková      | 6-4, 6-7, 6-1 | Parcours |
| 18 | 25-11-1985 | Australian Open Melbourne                     | G. Chelem  | 645 000 $   | Gazon (ext.)    | Martina Navrátilová Pam Shriver       | Helena Suková      | 6-3, 6-4      | Parcours |
| 19 | 06-01-1986 | Virginia Slims of Washington Washington       |            | 150 000 $   | Moquette (int.) | Martina Navrátilová Pam Shriver       | Helena Suková      | 6-3, 6-4      | Parcours |
| 20 | 13-01-1986 | Virginia Slims of New England Worcester       |            | 250 000 $   | Moquette (int.) | Martina Navrátilová Pam Shriver       | Helena Suková      | 7-5, 6-3      | Parcours |
| 21 | 17-03-1986 | Virginia Slims Championships New York         | Masters    | 500 000 $   | Moquette (int.) | Hana Mandlíková Wendy Turnbull        | Helena Suková      | 6-4, 6-7, 6-3 | Parcours |
| 22 | 16-06-1986 | Pilkington Glass Championships Eastbourne     |            | 200 000 $   | Gazon (ext.)    | Martina Navrátilová Pam Shriver       | Helena Suková      | 6-2, 6-4      | Parcours |
| 23 | 11-08-1986 | Virginia Slims of Los Angeles Los Angeles     |            | 250 000 $   | Dur (ext.)      | Martina Navrátilová Pam Shriver       | Helena Suková      | 6-4, 6-3      | Parcours |
| 24 | 03-11-1986 | Virginia Slims of New England Worcester       |            | 250 000 $   | Moquette (int.) | Martina Navrátilová Pam Shriver       | Helena Suková      | 6-3, 6-1      | Parcours |
| 25 | 17-11-1986 | Virginia Slims Championships New York         | Masters    | 500 000 $   | Moquette (int.) | Martina Navrátilová Pam Shriver       | Helena Suková      | 7-6, 6-3      | Parcours |
| 26 | 23-02-1987 | Lipton International Championships Miami      |            | 750 000 $   | Dur (ext.)      | Martina Navrátilová Pam Shriver       | Helena Suková      | 6-3, 7-6      | Parcours |
| 27 | 04-05-1987 | Italian Open Rome                             |            | 150 000 $   | Terre (ext.)    | Martina Navrátilová Gabriela Sabatini | Helena Suková      | 6-4, 6-1      | Parcours |
| 28 | 17-08-1987 | Downsview Canadian Open Toronto               |            | 250 000 $   | Dur (ext.)      | Zina Garrison Lori McNeil             | Helena Suková      | 6-1, 6-2      | Parcours |
| 29 | 16-11-1987 | Virginia Slims Championships New York         | Masters    | 500 000 $   | Moquette (int.) | Martina Navrátilová Pam Shriver       | Helena Suková      | 6-1, 6-1      | Parcours |
| 30 | 28-12-1987 | Ariadne Classic Brisbane                      | Tier V     | 150 000 $   | Gazon (ext.)    | Betsy Nagelsen Pam Shriver            | Helena Suková      | 2-6, 7-5, 6-2 | Parcours |
| 31 | 04-01-1988 | New South Wales Open Sydney                   | Tier IV    | 200 000 $   | Gazon (ext.)    | Ann Henricksson Christiane Jolissaint | Helena Suková      | 7-6, 4-6, 6-3 | Parcours |
| 32 | 07-03-1988 | Virginia Slims of Florida Boca Raton          | Tier II    | 300 000 $   | Dur (ext.)      | Katrina Adams Zina Garrison           | Helena Suková      | 4-6, 7-5, 6-4 | Parcours |
| 33 | 04-04-1988 | Family Circle Cup Hilton Head                 | Tier II    | 300 000 $   | Terre (ext.)    | Lori McNeil Martina Navrátilová       | Gabriela Sabatini  | 6-2, 2-6, 6-3 | Parcours |
| 34 | 09-05-1988 | German Open Berlin                            | Tier I     | 300 000 $   | Terre (ext.)    | Isabelle Demongeot Nathalie Tauziat   | Helena Suková      | 6-2, 4-6, 6-4 | Parcours |
| 35 | 23-05-1988 | Roland-Garros Paris                           | G. Chelem  | 1 488 000 $ | Terre (ext.)    | Martina Navrátilová Pam Shriver       | Helena Suková      | 6-2, 7-5      | Parcours |
| 36 | 17-10-1988 | European Indoors Zurich                       | Tier IV    | 200 000 $   | Moquette (int.) | Isabelle Demongeot Nathalie Tauziat   | Helena Suková      | 6-3, 6-3      | Parcours |
| 37 | 30-01-1989 | Toray Pan Pacific Open Tokyo                  | Tier III   | 250 000 $   | Moquette (int.) | Katrina Adams Zina Garrison           | Mary Joe Fernández | 6-3, 3-6, 7-6 | Parcours |
| 38 | 07-08-1989 | Virginia Slims of Los Angeles Manhattan Beach | Tier II    | 300 000 $   | Dur (ext.)      | Martina Navrátilová Wendy Turnbull    | Mary Joe Fernández | 5-2, ab.      | Parcours |
| 39 | 05-08-1991 | Canadian Open Toronto                         | Tier I     | 500 000 $   | Dur (ext.)      | Larisa Neiland Natasha Zvereva        | Helena Suková      | 1-6, 7-5, 6-2 | Parcours |
| 40 | 28-09-1992 | Open Whirlpool-Ville de Bayonne Bayonne       | Tier IV    | 150 000 $   | Moquette (int.) | Linda Ferrando Petra Langrová         | Stephanie Rehe     | 1-6, 6-3, 6-4 | Parcours |

## Parcours en Grand Chelem

### En simple dames
| Année | Open d'Australie (janvier) | Open d'Australie (janvier) | Internationaux de France | Internationaux de France | Wimbledon      | Wimbledon           | US Open         | US Open           | Open d'Australie (décembre) | Open d'Australie (décembre) |
| ----- | -------------------------- | -------------------------- | ------------------------ | ------------------------ | -------------- | ------------------- | --------------- | ----------------- | --------------------------- | --------------------------- |
| 1980  | n/a                        | n/a                        | 1er tour (1/32)          | Duk-Hee Lee              | -              | -                   | -               | -                 | 1er tour (1/32)             | Sue Barker                  |
| 1981  | n/a                        | n/a                        | 1er tour (1/64)          | Chris Evert              | 2e tour (1/32) | Barbara Potter      | 1er tour (1/64) | Barbara Potter    | 1er tour (1/32)             | Candy Reynolds              |
| 1982  | n/a                        | n/a                        | 2e tour (1/32)           | Lucia Romanov            | 4e tour (1/8)  | Tracy Austin        | 3e tour (1/16)  | Wendy Turnbull    | 3e tour (1/8)               | Martina Navrátilová         |
| 1983  | n/a                        | n/a                        | 3e tour (1/16)           | Kathleen Horvath         | 4e tour (1/8)  | Martina Navrátilová | 2e tour (1/32)  | Bonnie Gadusek    | 3e tour (1/8)               | Wendy Turnbull              |
| 1984  | n/a                        | n/a                        | 4e tour (1/8)            | Martina Navrátilová      | 4e tour (1/8)  | Chris Evert         | 4e tour (1/8)   | Wendy Turnbull    | 3e tour (1/8)               | Helena Suková               |
| 1985  | n/a                        | n/a                        | 1/2 finale               | Martina Navrátilová      | 2e tour (1/32) | Jo Durie            | 1/4 de finale   | Chris Evert       | 1/2 finale                  | Chris Evert                 |
| 1986  | n/a                        | n/a                        | 4e tour (1/8)            | Mary Joe Fernández       | 3e tour (1/16) | Raffaella Reggi     | 4e tour (1/8)   | Manuela Maleeva   | n/a                         | n/a                         |
| 1987  | 1/2 finale                 | Hana Mandlíková            | 1/4 de finale            | Martina Navrátilová      | 1/4 de finale  | Chris Evert         | 1/4 de finale   | Helena Suková     | n/a                         | n/a                         |
| 1988  | 1/2 finale                 | Steffi Graf                | 3e tour (1/16)           | Nicole Provis            | -              | -                   | 3e tour (1/16)  | Stephanie Rehe    | n/a                         | n/a                         |
| 1989  | 1/4 de finale              | Steffi Graf                | 1er tour (1/64)          | Karine Quentrec          | 3e tour (1/16) | Helena Suková       | 1er tour (1/64) | Nathalie Herreman | n/a                         | n/a                         |
| 1990  | 1er tour (1/64)            | Nicole Jagerman            | 2e tour (1/32)           | Patricia Tarabini        | 3e tour (1/16) | Steffi Graf         | -               | -                 | n/a                         | n/a                         |
| 1991  | 1er tour (1/64)            | Elizabeth Smylie           | 2e tour (1/32)           | Leila Meskhi             | 3e tour (1/16) | Judith Wiesner      | 1er tour (1/64) | Nathalie Herreman | n/a                         | n/a                         |
| 1992  | 2e tour (1/32)             | Zina Garrison              | 1er tour (1/64)          | Natasha Zvereva          | 2e tour (1/32) | Kristin Godridge    | -               | -                 | n/a                         | n/a                         |

À droite du résultat, l’ultime adversaire.

### En double dames
| Année | Open d'Australie (janvier)  | Open d'Australie (janvier) | Internationaux de France      | Internationaux de France   | Wimbledon                     | Wimbledon                   | US Open                     | US Open                    | Open d'Australie (décembre)   | Open d'Australie (décembre) |
| ----- | --------------------------- | -------------------------- | ----------------------------- | -------------------------- | ----------------------------- | --------------------------- | --------------------------- | -------------------------- | ----------------------------- | --------------------------- |
| 1980  | n/a                         | n/a                        | 1er tour (1/16) Bettina Bunge | Chris Evert W. Turnbull    | -                             | -                           | -                           | -                          | 1/4 de finale Sylvia Hanika   | B. Nagelsen Navrátilová     |
| 1981  | n/a                         | n/a                        | 1/2 finale Bettina Bunge      | R. Fairbank Tanya Harford  | 1er tour (1/32) Bettina Bunge | Betsy Blaney Chris O'Neil   | 1/4 de finale Bettina Bunge | Navrátilová Pam Shriver    | 1er tour (1/16) Bettina Bunge | B. Gadusek Jane Preyer      |
| 1982  | n/a                         | n/a                        | 1/4 de finale Bettina Bunge   | Navrátilová Anne Smith     | 1/2 finale Bettina Bunge      | Navrátilová Pam Shriver     | 1/2 finale Bettina Bunge    | Rosie Casals W. Turnbull   | Finale Eva Pfaff              | Navrátilová Pam Shriver     |
| 1983  | n/a                         | n/a                        | 1/4 de finale Eva Pfaff       | Jo Durie Anne Hobbs        | 1/4 de finale Eva Pfaff       | Jo Durie Anne Hobbs         | -                           | -                          | 1er tour (1/16) C. Tanvier    | Ilana Kloss H. Ludloff      |
| 1984  | n/a                         | n/a                        | Finale H. Mandlíková          | Navrátilová Pam Shriver    | 1/4 de finale H. Mandlíková   | Navrátilová Pam Shriver     | 3e tour (1/8) H. Mandlíková | C. Jolissaint M. Mesker    | Finale Helena Suková          | Navrátilová Pam Shriver     |
| 1985  | n/a                         | n/a                        | Finale Helena Suková          | Navrátilová Pam Shriver    | 1/2 finale Helena Suková      | Kathy Jordan E. Smylie      | Victoire Helena Suková      | Navrátilová Pam Shriver    | Finale Helena Suková          | Navrátilová Pam Shriver     |
| 1986  | n/a                         | n/a                        | 1/2 finale Helena Suková      | Steffi Graf G. Sabatini    | 2e tour (1/16) Helena Suková  | Patty Fendick Hetherington  | 1/4 de finale Helena Suková | Elise Burgin R. Fairbank   | n/a                           | n/a                         |
| 1987  | 1/2 finale Helena Suková    | Zina Garrison Lori McNeil  | 1/2 finale Helena Suková      | Navrátilová Pam Shriver    | Victoire Helena Suková        | B. Nagelsen E. Smylie       | 1/4 de finale Helena Suková | Anne Hobbs B. Nagelsen     | n/a                           | n/a                         |
| 1988  | -                           | -                          | Finale Helena Suková          | Navrátilová Pam Shriver    | -                             | -                           | 3e tour (1/8) Helena Suková | Chris Evert W. Turnbull    | n/a                           | n/a                         |
| 1989  | 3e tour (1/8) Sylvia Hanika | E. Smylie W. Turnbull      | 1er tour (1/32) C. Porwik     | Sophie Amiach N. Herreman  | 3e tour (1/8) C. Porwik       | Katrina Adams Zina Garrison | -                           | -                          | n/a                           | n/a                         |
| 1990  | -                           | -                          | 1/4 de finale B. Schultz      | N. Tauziat J. Wiesner      | 2e tour (1/16) B. Schultz     | Nicole Provis Elna Reinach  | -                           | -                          | n/a                           | n/a                         |
| 1991  | 1er tour (1/32) B. Schultz  | M. Maleeva Lori McNeil     | 3e tour (1/8) Leila Meskhi    | Elise Burgin Patty Fendick | 3e tour (1/8) Elna Reinach    | MJ Fernández Zina Garrison  | 1/4 de finale R. Fairbank   | MJ Fernández Zina Garrison | n/a                           | n/a                         |
| 1992  | 3e tour (1/8) J. Wiesner    | Patty Fendick G. Fernández | 1er tour (1/32) J. Wiesner    | I. Driehuis N. van Lottum  | 3e tour (1/8) Anke Huber      | Navrátilová Pam Shriver     | -                           | -                          | n/a                           | n/a                         |

Sous le résultat, la partenaire ; à droite, l’ultime équipe adverse.

### En double mixte
| Année | Open d'Australie (janvier), | Open d'Australie (janvier), | Internationaux de France | Internationaux de France | Wimbledon                     | Wimbledon                  | US Open | US Open | Open d'Australie (décembre), | Open d'Australie (décembre), |
| ----- | --------------------------- | --------------------------- | ------------------------ | ------------------------ | ----------------------------- | -------------------------- | ------- | ------- | ---------------------------- | ---------------------------- |
| 1981  | n/a                         | n/a                         | -                        | -                        | 3e tour (1/8) Fred McNair     | Virginia Wade V. Amritraj  | -       | -       | n/a                          | n/a                          |
| 1982  | n/a                         | n/a                         | -                        | -                        | 1er tour (1/32) J. Fassbender | P. Teeguarden Bruce Manson | -       | -       | n/a                          | n/a                          |
| 1986  | n/a                         | n/a                         | -                        | -                        | 2e tour (1/16) Pavel Složil   | Beth Herr Jorge Lozano     | -       | -       | n/a                          | n/a                          |

Sous le résultat, le partenaire ; à droite, l’ultime équipe adverse.

## Parcours aux Masters

### En simple dames
| # | Date       | Nom de l'édition                      | ($)       | Surface         | Résultat       | Ultime adversaire | Score         |          |
| - | ---------- | ------------------------------------- | --------- | --------------- | -------------- | ----------------- | ------------- | -------- |
| 1 | 18/03/1985 | Virginia Slims Championships New York | 500 000   | Moquette (int.) | 1er tour (1/8) | Helena Suková     | 7-6, 7-6      | Parcours |
| 2 | 17/03/1986 | Virginia Slims Championships New York | 500 000   | Moquette (int.) | 1/4 de finale  | Hana Mandlíková   | 4-6, 6-3, 7-5 | Parcours |
| 3 | 17/11/1986 | Virginia Slims Championships New York | 500 000   | Moquette (int.) | 1/4 de finale  | Helena Suková     | 6-3, 7-6      | Parcours |
| 4 | 16/11/1987 | Virginia Slims Championships New York | 500 000   | Moquette (int.) | 1er tour (1/8) | Manuela Maleeva   | 4-6, 6-3, 6-4 | Parcours |
| 5 | 14/11/1988 | Virginia Slims Championships New York | 1 000 000 | Moquette (int.) | 1er tour (1/8) | Steffi Graf       | 6-1, 4-6, 6-1 | Parcours |

### En double dames
| # | Date       | Nom de l'édition                      | ($)       | Surface         | Résultat   | Partenaire    | Ultimes adversaires              | Score         |          |
| - | ---------- | ------------------------------------- | --------- | --------------- | ---------- | ------------- | -------------------------------- | ------------- | -------- |
| 1 | 21/03/1983 | Virginia Slims Championships New York | 350 000   | Moquette (int.) | Finale     | Eva Pfaff     | Martina Navrátilová Pam Shriver  | 7-5, 6-2      | Parcours |
| 2 | 18/03/1985 | Virginia Slims Championships New York | 500 000   | Moquette (int.) | Finale     | Helena Suková | Martina Navrátilová Pam Shriver  | 6-7, 6-4, 7-6 | Parcours |
| 3 | 17/03/1986 | Virginia Slims Championships New York | 500 000   | Moquette (int.) | Finale     | Helena Suková | Hana Mandlíková Wendy Turnbull   | 6-4, 6-7, 6-3 | Parcours |
| 4 | 17/11/1986 | Virginia Slims Championships New York | 500 000   | Moquette (int.) | Finale     | Helena Suková | Martina Navrátilová Pam Shriver  | 7-6, 6-3      | Parcours |
| 5 | 16/11/1987 | Virginia Slims Championships New York | 500 000   | Moquette (int.) | Finale     | Helena Suková | Martina Navrátilová Pam Shriver  | 6-1, 6-1      | Parcours |
| 6 | 14/11/1988 | Virginia Slims Championships New York | 1 000 000 | Moquette (int.) | 1/2 finale | Helena Suková | Larisa Savchenko Natasha Zvereva | 3-6, 6-4, 7-5 | Parcours |

## Parcours aux Jeux olympiques

### En simple dames
| # | Date       | Nom de l'olympiade | Surface    | Résultat       | Ultime adversaire | Score          |          |
| - | ---------- | ------------------ | ---------- | -------------- | ----------------- | -------------- | -------- |
| 1 | 20/09/1988 | Olympics Séoul     | Dur (ext.) | 2e tour (1/16) | Raffaella Reggi   | 4-6, 7-66, 6-3 | Parcours |

### En double dames
| # | Date       | Nom de l'olympiade | Surface    | Résultat | Partenaire  | Ultimes adversaires               | Score   |          |
| - | ---------- | ------------------ | ---------- | -------- | ----------- | --------------------------------- | ------- | -------- |
| 1 | 20/09/1988 | Olympics Séoul     | Dur (ext.) | Bronze   | Steffi Graf | Elizabeth Smylie · Wendy Turnbull | Partage | Parcours |

## Parcours en Coupe de la Fédération
| #                                                                                      | Date       | Lieu        | Surface                          | Gagnante(s)                        | Perdante(s)                        | Score         |          |
|                                                                                        |            |             |                                  |                                    |                                    |               |          |
| 1982 - 1er tour (groupe mondial) - Portugal - Allemagne de l'Ouest - 0 : 3             |            |             |                                  |                                    |                                    |               |          |
| 1                                                                                      | 19/07/1982 | Santa Clara | Dur (ext.)                       | Claudia Kohde-Kilsch               | Deborah Fiuza                      | 6-0, 6-0      | Parcours |
| 1                                                                                      | 19/07/1982 | Santa Clara | Dur (ext.)                       | Claudia Kohde-Kilsch Eva Pfaff     | Deborah Fiuza Leonora Peralta      | 6-0, 6-1      | Parcours |
|                                                                                        |            |             |                                  |                                    |                                    |               |          |
| 1982 - 2e tour (groupe mondial) - Chine - Allemagne de l'Ouest - 0 : 3                 |            |             |                                  |                                    |                                    |               |          |
| 2                                                                                      | 19/07/1982 | Santa Clara | Dur (ext.)                       | Claudia Kohde-Kilsch               | Yu Li-Qiao                         | 6-3, 4-6, 6-3 | Parcours |
| 2                                                                                      | 19/07/1982 | Santa Clara | Dur (ext.)                       | Bettina Bunge Claudia Kohde-Kilsch | Li Xin-Yi Yu Li-Qiao               | 6-3, 7-5      | Parcours |
|                                                                                        |            |             |                                  |                                    |                                    |               |          |
| 1982 - 1/4 de finale (groupe mondial) - Suisse - Allemagne de l'Ouest - 0 : 3          |            |             |                                  |                                    |                                    |               |          |
| 3                                                                                      | 19/07/1982 | Santa Clara | Dur (ext.)                       | Claudia Kohde-Kilsch               | C. Jolissaint                      | 6-3, 6-0      | Parcours |
| 3                                                                                      | 19/07/1982 | Santa Clara | Dur (ext.)                       | Bettina Bunge Claudia Kohde-Kilsch | Petra Delhees C. Jolissaint        | 6-4, 6-2      | Parcours |
|                                                                                        |            |             |                                  |                                    |                                    |               |          |
| 1982 - 1/2 finale (groupe mondial) - Allemagne de l'Ouest - Australie - 3 : 0          |            |             |                                  |                                    |                                    |               |          |
| 4                                                                                      | 19/07/1982 | Santa Clara | Dur (ext.)                       | Claudia Kohde-Kilsch               | Dianne Fromholtz                   | 4-6, 6-3, 6-2 | Parcours |
|                                                                                        |            |             |                                  |                                    |                                    |               |          |
| 1982 - Finale (groupe mondial) - États-Unis - Allemagne de l'Ouest - 3 : 0             |            |             |                                  |                                    |                                    |               |          |
| 5                                                                                      | 19/07/1982 | Santa Clara | Dur (ext.)                       | Chris Evert                        | Claudia Kohde-Kilsch               | 2-6, 6-1, 6-3 | Parcours |
| 5                                                                                      | 19/07/1982 | Santa Clara | Dur (ext.)                       | Chris Evert Martina Navrátilová    | Bettina Bunge Claudia Kohde-Kilsch | 3-6, 6-1, 6-2 | Parcours |
|                                                                                        |            |             |                                  |                                    |                                    |               |          |
| 1983 - 1er tour (groupe mondial) - Espagne - Allemagne de l'Ouest - 0 : 3              |            |             |                                  |                                    |                                    |               |          |
| 6                                                                                      | 18/07/1983 | Zurich      | Terre (ext.)                     | Claudia Kohde-Kilsch               | Ana Almansa                        | 6-1, 6-2      | Parcours |
| 6                                                                                      | 18/07/1983 | Zurich      | Terre (ext.)                     | Claudia Kohde-Kilsch Eva Pfaff     | Ana Almansa Elena Guerra           | 6-2, 6-1      | Parcours |
|                                                                                        |            |             |                                  |                                    |                                    |               |          |
| 1983 - 1/4 de finale (groupe mondial) - Grande-Bretagne - Allemagne de l'Ouest - 1 : 2 |            |             |                                  |                                    |                                    |               |          |
| 7                                                                                      | 18/07/1983 | Zurich      | Terre (ext.)                     | Claudia Kohde-Kilsch               | Virginia Wade                      | 6-3, 6-0      | Parcours |
|                                                                                        |            |             |                                  |                                    |                                    |               |          |
| 1983 - 1/2 finale (groupe mondial) - Suisse - Allemagne de l'Ouest - 0 : 3             |            |             |                                  |                                    |                                    |               |          |
| 8                                                                                      | 18/07/1983 | Zurich      | Terre (ext.)                     | Claudia Kohde-Kilsch               | Petra Delhees                      | 6-4, 6-3      | Parcours |
|                                                                                        |            |             |                                  |                                    |                                    |               |          |
| 1983 - Finale (groupe mondial) - Tchécoslovaquie - Allemagne de l'Ouest - 2 : 1        |            |             |                                  |                                    |                                    |               |          |
| 9                                                                                      | 17/07/1983 | Zurich      | Terre (ext.)                     | Helena Suková                      | Claudia Kohde-Kilsch               | 6-4, 2-6, 6-2 | Parcours |
| 9                                                                                      | 17/07/1983 | Zurich      | Terre (ext.)                     | Claudia Kohde-Kilsch Eva Pfaff     | Iva Budařová Marcela Skuherská     | 3-6, 6-2, 6-1 | Parcours |
|                                                                                        |            |             |                                  |                                    |                                    |               |          |
| 1986 - 1er tour (groupe mondial) - Allemagne de l'Ouest - Belgique - 3 : 0             |            |             |                                  |                                    |                                    |               |          |
| 10                                                                                     | 22/07/1986 | Prague      | Terre (ext.)                     | Claudia Kohde-Kilsch               | Sandra Wasserman                   | 4-6, 6-1, 6-1 | Parcours |
| 10                                                                                     | 22/07/1986 | Prague      | Terre (ext.)                     | Steffi Graf Claudia Kohde-Kilsch   | Ann Devries Sandra Wasserman       | 6-1, 7-5      | Parcours |
|                                                                                        |            |             |                                  |                                    |                                    |               |          |
| 1986 - 2e tour (groupe mondial) - Allemagne de l'Ouest - Brésil - 2 : 1                |            |             |                                  |                                    |                                    |               |          |
| 11                                                                                     | 22/07/1986 | Prague      | Terre (ext.)                     | Neige Dias                         | Claudia Kohde-Kilsch               | 6-2, 6-4      | Parcours |
|                                                                                        |            |             |                                  |                                    |                                    |               |          |
| 1986 - 1/4 de finale (groupe mondial) - Allemagne de l'Ouest - Bulgarie - 2 : 1        |            |             |                                  |                                    |                                    |               |          |
| 12                                                                                     | 22/07/1986 | Prague      | Terre (ext.)                     | Manuela Maleeva                    | Claudia Kohde-Kilsch               | 6-4, 6-2      | Parcours |
| 12                                                                                     | 22/07/1986 | Prague      | Terre (ext.)                     | Bettina Bunge Claudia Kohde-Kilsch | Katerina Maleeva Manuela Maleeva   | 6-4, 6-2      | Parcours |
|                                                                                        |            |             |                                  |                                    |                                    |               |          |
| 1986 - 1/2 finale (groupe mondial) - États-Unis - Allemagne de l'Ouest - 3 : 0         |            |             |                                  |                                    |                                    |               |          |
| 13                                                                                     | 22/07/1986 | Prague      | Terre (ext.)                     | Martina Navrátilová                | Claudia Kohde-Kilsch               | 6-1, 6-4      | Parcours |
|                                                                                        |            |             |                                  |                                    |                                    |               |          |
| 1987 - 1er tour (groupe mondial) - Hong Kong - Allemagne de l'Ouest - 0 : 3            |            |             |                                  |                                    |                                    |               |          |
| 14                                                                                     | 28/07/1987 | Vancouver   |                                  | Claudia Kohde-Kilsch               | Paulette Moreno                    | 6-0, 6-2      | Parcours |
|                                                                                        |            |             |                                  |                                    |                                    |               |          |
| 1987 - 2e tour (groupe mondial) - Corée du Sud - Allemagne de l'Ouest - 0 : 3          |            |             |                                  |                                    |                                    |               |          |
| 15                                                                                     | 28/07/1987 | Vancouver   |                                  | Claudia Kohde-Kilsch               | Lee Jeong-myung                    | 6-2, 6-1      | Parcours |
| 15                                                                                     | 28/07/1987 | Vancouver   | Steffi Graf Claudia Kohde-Kilsch | Kim Il-soon Lee Jeong-myung        | 6-1, 6-0                           |               | Parcours |
|                                                                                        |            |             |                                  |                                    |                                    |               |          |
| 1987 - 1/4 de finale (groupe mondial) - Argentine - Allemagne de l'Ouest - 1 : 2       |            |             |                                  |                                    |                                    |               |          |
| 16                                                                                     | 28/07/1987 | Vancouver   |                                  | Claudia Kohde-Kilsch               | Bettina Fulco                      | 6-2, 6-2      | Parcours |
|                                                                                        |            |             |                                  |                                    |                                    |               |          |
| 1987 - 1/2 finale (groupe mondial) - Allemagne de l'Ouest - Tchécoslovaquie - 2 : 1    |            |             |                                  |                                    |                                    |               |          |
| 17                                                                                     | 28/07/1987 | Vancouver   |                                  | Helena Suková                      | Claudia Kohde-Kilsch               | 7-6, 7-5      | Parcours |
| 17                                                                                     | 28/07/1987 | Vancouver   | Steffi Graf Claudia Kohde-Kilsch | Hana Mandlíková Helena Suková      | 7-5, 6-2                           |               | Parcours |
|                                                                                        |            |             |                                  |                                    |                                    |               |          |
| 1987 - Finale (groupe mondial) - États-Unis - Allemagne de l'Ouest - 1 : 2             |            |             |                                  |                                    |                                    |               |          |
| 18                                                                                     | 26/07/1987 | Vancouver   |                                  | Pam Shriver                        | Claudia Kohde-Kilsch               | 6-0, 7-6      | Parcours |
| 18                                                                                     | 26/07/1987 | Vancouver   | Steffi Graf Claudia Kohde-Kilsch | Chris Evert Pam Shriver            | 1-6, 7-5, 6-4                      |               | Parcours |
|                                                                                        |            |             |                                  |                                    |                                    |               |          |
| 1988 - 1er tour (groupe mondial) - Allemagne de l'Ouest - Mexique - 3 : 0              |            |             |                                  |                                    |                                    |               |          |
| 19                                                                                     | 05/12/1988 | Melbourne   |                                  | Claudia Kohde-Kilsch               | Claudia Hernandez                  | 6-2, 6-0      | Parcours |
|                                                                                        |            |             |                                  |                                    |                                    |               |          |
| 1988 - 2e tour (groupe mondial) - Allemagne de l'Ouest - France - 3 : 0                |            |             |                                  |                                    |                                    |               |          |
| 20                                                                                     | 05/12/1988 | Melbourne   |                                  | Claudia Kohde-Kilsch               | Catherine Tanvier                  | 7-5, 6-4      | Parcours |
|                                                                                        |            |             |                                  |                                    |                                    |               |          |
| 1988 - 1/4 de finale (groupe mondial) - Australie - Allemagne de l'Ouest - 1 : 2       |            |             |                                  |                                    |                                    |               |          |
| 21                                                                                     | 05/12/1988 | Melbourne   |                                  | Claudia Kohde-Kilsch               | Anne Minter                        | 1-6, 6-4, 6-3 | Parcours |
| 21                                                                                     | 05/12/1988 | Melbourne   | Elizabeth Smylie Wendy Turnbull  | Sylvia Hanika Claudia Kohde-Kilsch | 2-6, 6-0, 6-2                      |               | Parcours |
|                                                                                        |            |             |                                  |                                    |                                    |               |          |
| 1988 - 1/2 finale (groupe mondial) - URSS - Allemagne de l'Ouest - 2 : 1               |            |             |                                  |                                    |                                    |               |          |
| 22                                                                                     | 05/12/1988 | Melbourne   |                                  | Claudia Kohde-Kilsch               | Natasha Zvereva                    | 7-5, 6-1      | Parcours |
| 22                                                                                     | 05/12/1988 | Melbourne   | Larisa Savchenko Natasha Zvereva | Sylvia Hanika Claudia Kohde-Kilsch | 1-6, 6-1, 7-5                      |               | Parcours |
|                                                                                        |            |             |                                  |                                    |                                    |               |          |
| 1989 - 1er tour (groupe mondial) - Finlande - Allemagne de l'Ouest - 0 : 3             |            |             |                                  |                                    |                                    |               |          |
| 23                                                                                     | 03/10/1989 | Tokyo       | Dur (ext.)                       | Claudia Kohde-Kilsch               | Nanne Dahlman                      | 7-5, 6-4      | Parcours |
|                                                                                        |            |             |                                  |                                    |                                    |               |          |
| 1989 - 2e tour (groupe mondial) - Japon - Allemagne de l'Ouest - 0 : 3                 |            |             |                                  |                                    |                                    |               |          |
| 24                                                                                     | 03/10/1989 | Tokyo       | Dur (ext.)                       | Claudia Kohde-Kilsch               | Nana Miyagi                        | 6-3, 6-4      | Parcours |
| 24                                                                                     | 03/10/1989 | Tokyo       | Dur (ext.)                       | Steffi Graf Claudia Kohde-Kilsch   | Kimiko Date Etsuko Inoue           | 6-4, 5-7, 6-2 | Parcours |
|                                                                                        |            |             |                                  |                                    |                                    |               |          |
| 1989 - 1/4 de finale (groupe mondial) - Tchécoslovaquie - Allemagne de l'Ouest - 2 : 1 |            |             |                                  |                                    |                                    |               |          |
| 25                                                                                     | 03/10/1989 | Tokyo       | Dur (ext.)                       | Jana Novotná                       | Claudia Kohde-Kilsch               | 6-3, 6-3      | Parcours |
| 25                                                                                     | 03/10/1989 | Tokyo       | Dur (ext.)                       | Jana Novotná Helena Suková         | Steffi Graf Claudia Kohde-Kilsch   | 6-2, 6-2      | Parcours |

## Classements WTA en fin de saison

### En simple
| Année | 1980 | 1981 | 1982 | 1983 | 1984 | 1985 | 1986 | 1987 | 1988 | 1989 | 1990 | 1991 | 1992 |
| Rang  | 78   | 20   | 19   | 23   | 8    | 5    | 7    | 10   | 12   | 37   | 46   | 84   | 79   |

Source : (en) « Classements de Claudia Kohde-Kilsch », sur le site officiel du WTA Tour

### En double
| Année | 1986 | 1987 | 1988 | 1989 | 1990 | 1991 | 1992 |
| Rang  | 5    | 3    | 8    | 42   | 52   | 24   | 25   |

Source : (en) « Classements de Claudia Kohde-Kilsch », sur le site officiel du WTA Tour